# Апостол Ахаик
Апостол Ахаик је један од седамдесет апостола, кога апостол Павле спомиње у својој Посланици Коринћанима (1 Кор 16,17) заједно са апостолом Фортунатом као оног који му је помогао да му се смири дух.
Православна црква га прославља 4. јануара по јулијанском календару.